# Opération Ferdinand

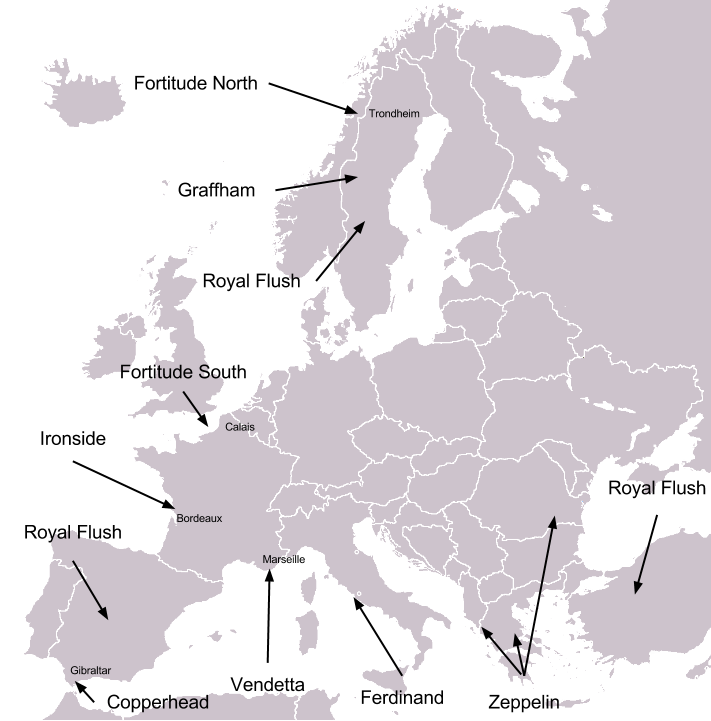
Carte de l'opération Bodyguard dont fait partie l'opération Ferdinand.

L'opération Ferdinand est une diversion planifiée par les Alliés durant la seconde Guerre mondiale. Elle fait partie de l'opération Bodyguard, qui consiste en un ensemble de diversions visant à désorienter le haut commandement allemand sur le déroulement des plans d'invasion des Alliés en 1944. Afin d'assurer le bon déroulement du débarquement de Provence, les Alliés visent à détourner l'attention de l'ennemi en mettant au point des faux plans d'invasion de Gênes, en Italie. Mis au point par Eugene Sweeney en juin et juillet 1944, l'opération est décrite par les historiens comme « la plus réussie des diversions stratégiques de la Force A ». L'opération permet aux Alliés de bénéficier d'un effet de surprise total lors de leurs débarquements, tout en immobilisant les troupes allemandes dans la région de Gênes jusqu'à la fin du mois de juillet.